# U7-es metróvonal (München)
Az U7-es metróvonal (eredeti nevén U-Bahnlinie 7) a müncheni metróhálózat tagja, az Olympia-Einkaufszentrum és Neuperlach Zentrum között közlekedik. 19 állomás található a 16,6 kilométeres vonalon, amely közben áthalad München belvárosán és érinti a főpályaudvart is (Hauptbahnhof). Önálló útvonala nincsen, Olympia-Einkaufszentrum és Kolumbusplatz között azonos útvonalon halad az U1-es, majd onnan Neuperlach Zentrumig az U2-es és az U5-ös metróval. Csak hétfőtől péntekig közlekedik, hétvégén nem jár.
A vonal színe: zöld-vörös.

## Állomáslista és átszállási lehetőségek
| U7 (Olympia-Einkaufszentrum ↔ Neuperlach Zentrum) |                                                               |
| Megállóhely                                       | Átszállási kapcsolatok                                        |
| Olympia-Einkaufszentrum                           | , 50 , 60 , 143 , 163 , 175 , 180                             |
| Georg-Brauchle-Ring                               | 143 , 175                                                     |
| Westfriedhof                                      | , 151 , 164 , 165 , 180 P+R                                   |
| Gern                                              |                                                               |
| Rotkreuzplatz                                     | 53 , 62 , 63 , 144                                            |
| Maillingerstraße                                  |                                                               |
| Stiglmaierplatz                                   | ,                                                             |
| Hauptbahnhof                                      | München Hauptbahnhof Bayerische Oberlandbahn , 58 , 100 , 150 |
| Sendlinger Tor                                    | , 62                                                          |
| Fraunhoferstraße                                  | , 132                                                         |
| Kolumbusplatz                                     | , 52 , 58                                                     |
| Silberhornstraße                                  | , 58 , 148 , X30                                              |
| Untersbergstraße                                  |                                                               |
| Giesing                                           | , 54 , 59 , 139 , 147 , 220 P+R                               |
| Karl-Preis-Platz                                  | 55 , 59 , 145 , 155                                           |
| Innsbrucker Ring                                  | , P+R                                                         |
| Michaelibad                                       | 195 , 199 P+R                                                 |
| Quiddestraße                                      | 139 , 192 , 197 , 199                                         |
| Neuperlach Zentrum                                | 55 , 139 , 192 , 196 , 197 , 198 , 199                        |